# Hatcheria
Hatcheria is een monotypisch geslacht van straalvinnige vissen uit de familie van de parasitaire meervallen (Trichomycteridae).

## Soort
- Hatcheria macraei (Girard, 1855)